# Katerina Izmajlowa
Katerina Izmajlowa (tadż. Катерина Измайлова; ur. 10 czerwca 1977 w Duszanbe) – tadżycka pływaczka, olimpijka. 
Trzykrotna uczestniczka igrzysk olimpijskich (IO 2000, IO 2008, IO 2012). Na igrzyskach w Sydney (2000) wystartowała w eliminacjach wyścigu na 100 metrów stylem dowolnym. Jej wynik (1:19,12) był najsłabszym rezultatem eliminacji. W 2008 i 2012 roku brała udział w eliminacjach na 50 metrów stylem dowolnym. W Pekinie zajęła ostatnie miejsce w swoim wyścigu eliminacyjnym (32,09), co dało jej 80. wynik eliminacji (na 90 pływaczek). W Londynie uzyskała nieco lepszy wynik (31,27), co dało jej 60. rezultat (na 73 pływaczki).